# Ятта
Ятта (на арабски: يطّا‎; Иврит: יטה‎) е град, разположен в провинция Хеброн, Западния бряг в Палестинската автономия.
Градът се намира на 8 км южно от град Хеброн. Населението на града е 48 672 души (2007).

## История
7 палестинци са били убити в Ятта от Интифадата ал-Акса, между 2002 и 2004 г.
Градът е бил населен от арабски племена от 1596 г.